# Muzeum Górnictwa Węglowego w Zabrzu
Muzeum Górnictwa Węglowego – instytucja kultury i muzeum utworzone w 1981 r. w Zabrzu, którego organizatorami są Gmina Zabrze i Województwo Śląskie. Jest największym w województwie śląskim centrum turystyki górniczej z dwiema markami (Kopalnia Guido i Sztolnia Królowa Luiza), dysponującym czterema nowoczesnymi i atrakcyjnymi zespołami obiektów górniczych, w których prowadzona jest działalność muzealna, edukacyjna i rekreacyjno-rozrywkowa. Muzeum posiada również bogate zbiory związane z historią górnictwa oraz techniką i kulturą górniczą. Od 2007 r. Muzeum wydaje czasopismo „Górnik Polski – Zeszyty Naukowe Muzeum Górnictwa Węglowego w Zabrzu” (redaktor naczelny Jan Jurkiewicz). Organizuje też coroczne tematyczne konferencje naukowe. Obecnie dyrektorem muzeum jest mgr Bartłomiej Szewczyk.

## Główna siedziba
Główną siedzibą muzeum jest zabytkowy gmach dawnego zabrskiego starostwa powiatowego, wzniesiony w 1874 r. przez mistrza murarskiego Mateusza Kreissa, z reprezentacyjną salą witrażową. W 1906 r. dobudowano skrzydło północne według projektu berlińskiego architekta Arnolda Hartmanna. Styl i wystrój budynku wpisują się w nurt eklektyzmu, rozpowszechnionego pod koniec XIX wieku. Rozbudowa budynku nastąpiła w latach dziewięćdziesiątych XX wieku. W Sali Witrażowej odbywały się dawniej posiedzenia Sejmiku Powiatowego. W październiku 1930 r. otwarto w tym budynku Kupiecką Szkołę Zawodową. 20 grudnia 1993 główną siedzibę muzeum wpisano do rejestru zabytków.

## Historia
Muzeum powstało przy współudziale pasjonatów dawnego górnictwa skupionych wokół dr Bronisława Rudnickiego, pracownika Wyższego Urzędu Górniczego i działacza Stowarzyszenie Inżynierów i Techników Górnictwa. Pierwsza wystawa została zorganizowana 4 grudnia 1979 r. W styczniu 1981 r. minister górnictwa wydał oficjalną decyzję powołującą muzeum. Liczące ok. 38 tysięcy eksponatów zbiory pochodzą ze Związkowego Muzeum Górniczego w Sosnowcu (istniejącego w latach 1948–1972) oraz Muzeum Miejskiego w Zabrzu.
W 1982 r. na poziomie 170 Kopalni Doświadczalnej Węgla Kamiennego M-300 (dawnej kopalni „Guido”) utworzony został Skansen Górniczy „Guido”, który udostępniono do zwiedzania. W 2007 r. został on przekształcony z samodzielną instytucję kultury Zabytkowa Kopalnia Węgla Kamiennego „Guido”, prowadzoną przez Gminę Zabrze i Województwo Śląskie. W 2013 r. połączono obie instytucje w jedną o nazwie Muzeum Górnictwa Węglowego w Zabrzu.
W 1985 r. w wyrobiskach przy szybie „Wyzwolenie” (szyb „Wilhelmina” dawnej kopalni Królowa Luiza) zorganizowano Ośrodek Szkolenia Zawodowego i Propagandy Górnictwa przy KWK „Zabrze-Bielszowice” z wzorcową sztolnią szkoleniową, imitującą prawdziwą kopalnię i posiadająca m.in. zmechanizowane ściany wydobywcze. Ośrodek ten po rozszerzeniu o naziemne obiekty szybu „Carnall” został oddziałem Muzeum Górnictwa Węglowego, jako Skansen Górniczy „Królowa Luiza”, który udostępniono turystom w 1993 r.
W 2009 r. rozpoczęto prace rewitalizacyjne Głównej Kluczowej Sztolni Dziedzicznej od odkopania szybu „Carnall”, a później udrożnienia także szybu „Wilhelmina”. W latach 2012–2014 udrożniono 2,5 km odcinek sztolni, stosując ręczne metody wybierki z okresu jej budowy. W 2015 r. w szybie „Carnall” zabudowano przedział schodowy oraz rozpoczęto konserwację obudowy i adaptację wnętrza sztolni i kompleksu szybu „Wilhelmina”. Rozpoczęto też budowę czwartego kompleksu turystycznego w centrum Zabrza, przy ul. Miarki, w tym prace nad rekonstrukcją wylotu i okna Głównej Kluczowej Sztolni Dziedzicznej.
W efekcie wieloletnich prac Główną Kluczową Sztolnię Dziedziczną połączono z obiektami Skansenu Górniczego „Królowa Luiza” w jeden, trzyczęściowy kompleks turystyczny o nazwie Sztolnia Królowa Luiza. Przy szybie „Wilhelmina” otwarto 10 czerwca 2016 r. rozrywkowo-edukacyjny Park 12C dla dzieci. Pierwszy odcinek sztolni między szybami „Carnall” a „Wilhelmina”, wraz z wyrobiskami „Królowa Luiza” o długości 1,5 km (Podziemna Podróż w Czasie), udostępniono zwiedzającym 30 września 2017 r. Drugi, wodny odcinek sztolni, o długości 1,1 km, między jej wylotem a szybem „Wilhelmina” (Podziemny Spływ Sztolnią), otwarto dla ruchu turystycznego 14 września 2018 r.
19 września 2023 odbyło się wręczenie nagród w konkursie Budowa Roku 2022 organizowanym przez PZITB. W kategorii obiekty przebudowane i rewitalizowane nagrodę uzyskała inwestycja w Muzeum Górnictwa Węglowego w Zabrzu przy ul. 3 Mają 19 pod nazwą: „Rewitalizacja i udostępnienie poprzemysłowego dziedzictwa Górnego Śląska - w zakresie dotyczącym konserwacji i remontu budynku muzeum„.

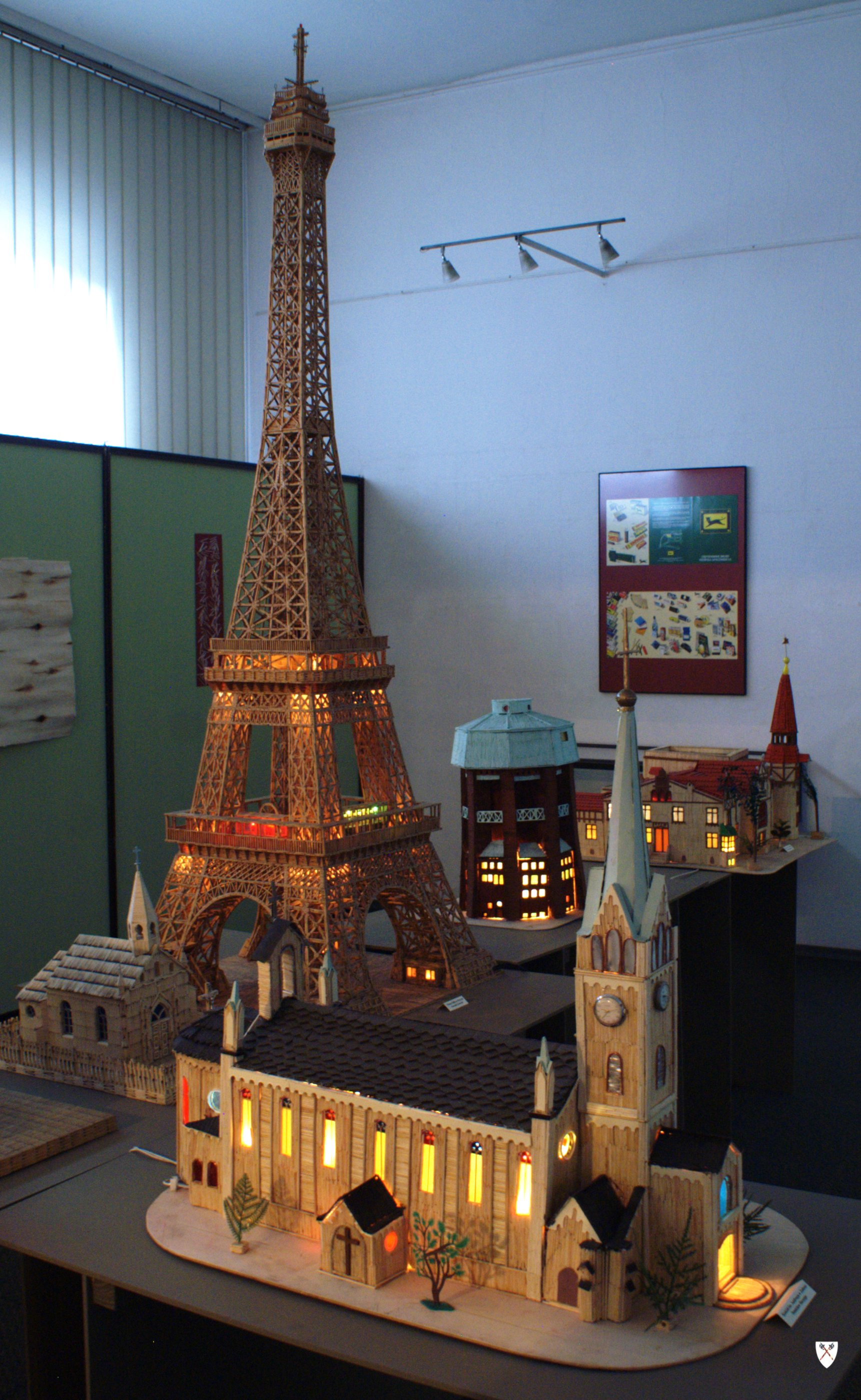
Modele z zapałek na wystawie czasowej „Zapaleńcy” w Muzeum Górnictwa Węglowego w Zabrzu

## Działy tematyczne
- Dział Historii Górnictwa i Techniki Górniczej
- Dział Kultury Górniczej
- Dział Przeróbki Mechanicznej i Przetwórstwa Węgla
- Gabinet Geologii i Paleobotaniki
- Archiwum i Biblioteka
- Międzynarodowe Centrum Dokumentacji i Badań nad Dziedzictwem Przemysłowym dla Turystyki

## Oddziały turystyczne i ich atrakcje
Muzeum Górnictwa Węgłowego w Zabrzu oferuje szereg tematycznych atrakcji turystyczno-muzealnych w dwóch kompleksach turystycznych (Kopalnia Guido i Sztolnia Królowa Luiza), które zlokalizowane są w pięciu zespołach obiektów górniczych:
Kopalnia Guido (ul. 3 Maja 93, szyb „Kolejowy”)
- Podziemny Spacer Górniczy (na poziomie 320, zjazd szolą górniczą, przegląd chodników górniczych, pracujące maszyny górnicze - przenośnik taśmowy, przenośnik zgrzebłowy, kombajn chodnikowy "Alpina" AM50, kombajn ścianowy KGS-245 BP, przejazd podwieszaną kolejką elektryczną, podziemny pub położony najgłębiej w Europie)
- Mroki Kopalni (trasa na poziomie 355 z nieczynną ścianą wydobywczą, przejazd kolejką podwieszaną)
- Podziemna Szychta (trasa kondycyjna na poziomie 355 z nieczynną ścianą wydobywczą. Zwiedzanie odbywa się w stroju sztygarskim i z pełnym ekwipunkiem górnika)
- ponadto usługi: eventy dla firm na poziomie 320, Hostel Guido, restauracja, sklepik kopalniany

Sztolnia Królowa Luiza (ul. Wolności 408, szyb „Carnall” kopalni „Królowa Luiza”)
- Podziemny Spływ Sztolnią (łaźnia łańcuszkowa, parowa maszyna wyciągowa, dawny XIX wieczny podziemny port sztolniowy, podwieszana kolejka górnicza, pracujące maszyny górnicze, wystawy tematyczne)
- Podziemna Podróż w Czasie (Przejście przez chodnik wykuty w całości w węglu, pokaz pracy maszyn i urządzeń górniczych, przejazd kolejką spągową)

Sztolnia Królowa Luiza – Kopalnia (ul. Mochnackiego 12, szyb „Wilhelmina” kopalni „Królowa Luiza”)
- Podziemne Królestwo Maszyn (z rozrywkowo-edukacyjnym Parkiem 12C) największy podziemny park maszyn i urządzeń górniczych, przejazd kolejką spągową)
- Park Techniki Wojskowej - znaleźć można pojazdy gąsienicowe, transportery opancerzone, wojskowe samochody ciężarowe, wyrzutnie rakiet, a nawet czołgi T-34 i T-72, wykorzystywane w Wojsku Polskim w XX wieku. Park utrzymany jest w stylu terenu jednostki wojskowej – "strzeże" go solidna brama wejściowa, a także wysoki betonowy mur z zasiekami z drutu kolczastego.

Sztolnia Królowa Luiza – Port (ul. Miarki 8, okno – wylot Głównej Kluczowej Sztolni Dziedzicznej)
- Podziemny Spływ Sztolnią (spływ dawną Główną Kluczową Sztolnią Dziedziczną)

Wieża Ciśnień (ul. Zamoyskiego 2) Ma wysokość 46 metrów, wzniesiona w 1909 roku. Na szczycie wieży znajduje się Wystawa CARBONEUM – centrum wiedzy o węglu, która jest nowoczesną ekspozycją łączącą w sobie funkcje centrum nauki i klasycznej wystawy edukacyjnej. Zaraz pod wystawą w górnej części wieży znajduje się kawiarnia i restauracja, z której rozpościera się panorama Zabrza i okolic.